# 15735 Andakerkhoven
15735 Andakerkhoven eller 1990 WF2 är en asteroid i huvudbältet som upptäcktes den 18 november 1990 av den belgiske astronomen Eric W. Elst vid La Silla-observatoriet. Den är uppkallad efter Melisande Kerkhoven.
Asteroiden har en diameter på ungefär 12 kilometer och den tillhör asteroidgruppen Veritas.